# Poiseux
Poiseux ist eine französische Gemeinde mit 329 Einwohnern (Stand: 1. Januar 2022) im Département Nièvre in der Region Bourgogne-Franche-Comté. Die Gemeinde gehört zum Arrondissement Nevers und zum Kanton Guérigny. 

## Geografie
Poiseux liegt etwa 16 Kilometer nordnordöstlich von Nevers in Zentralfrankreich. Umgeben wird Poiseux von den Nachbargemeinden Saint-Aubin-les-Forges im Norden und Westen, Beaumont-la-Ferrière im Norden, Sichamps im Nordosten, Nolay im Osten, Vaux d’Amognes im Süden und Südosten sowie Guérigny im Süden und Südwesten.

## Bevölkerungsentwicklung
| Jahr                       | 1962 | 1968 | 1975 | 1982 | 1990 | 1999 | 2006 | 2013 | 2020 |
| Einwohner                  | 416  | 349  | 343  | 340  | 324  | 304  | 328  | 340  | 329  |
| Quellen: Cassini und INSEE |      |      |      |      |      |      |      |      |      |

## Sehenswürdigkeiten
- Kirche Saint-Symphorien
- Pfarrhaus aus dem 16. Jahrhundert, Eingang zur Straße seit 1975 als Monument historique eingeschrieben
- Ehemalige Kapelle Poissons aus dem 15. Jahrhundert, seit 1981 als Monument historique eingeschrieben
- Burg Poiseux
- Schloss Poiseux aus dem 16. Jahrhundert
- Schloss La Belouse aus dem 17. Jahrhundert

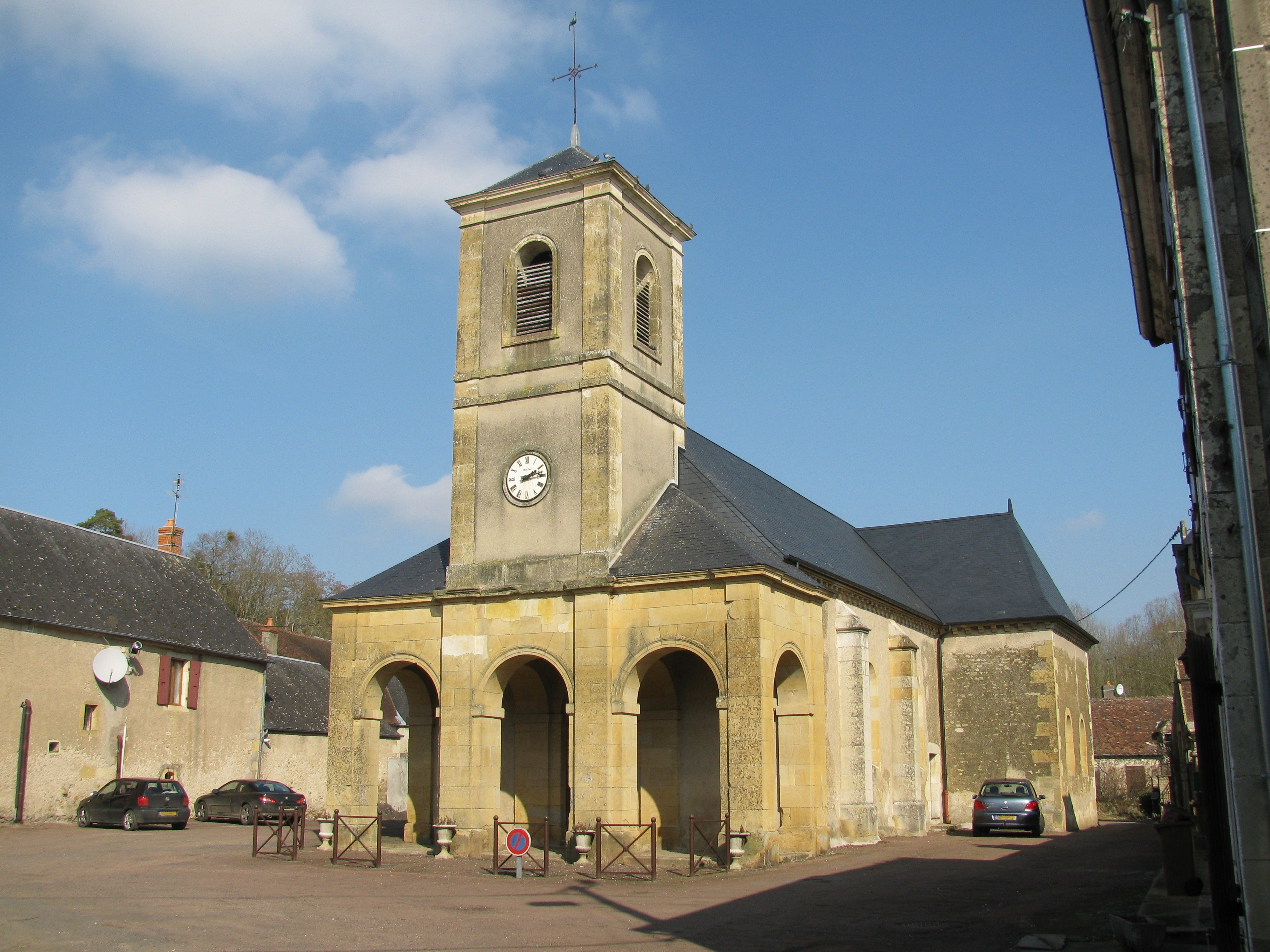
Kirche Saint-Symphorien
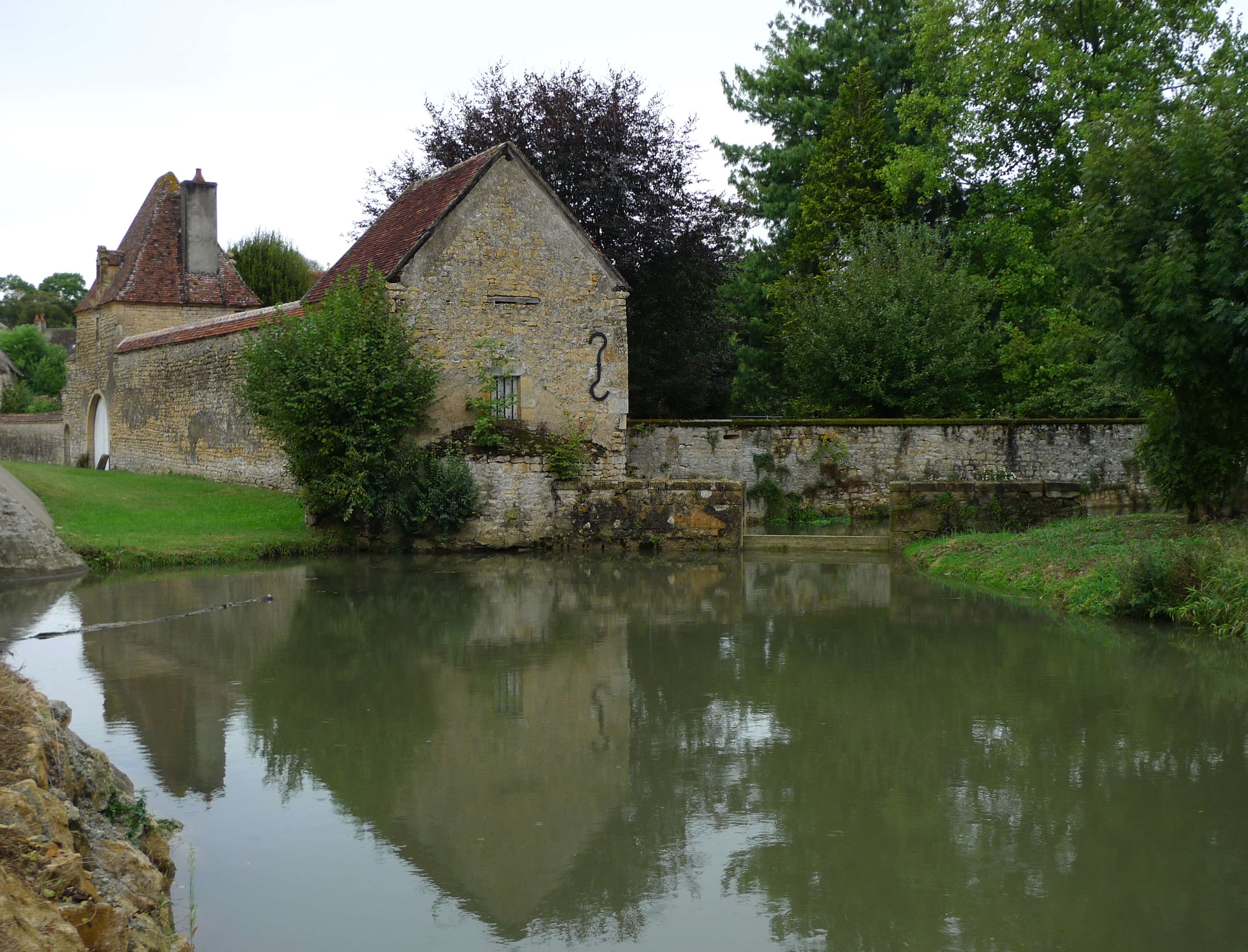
Pfarrhaus
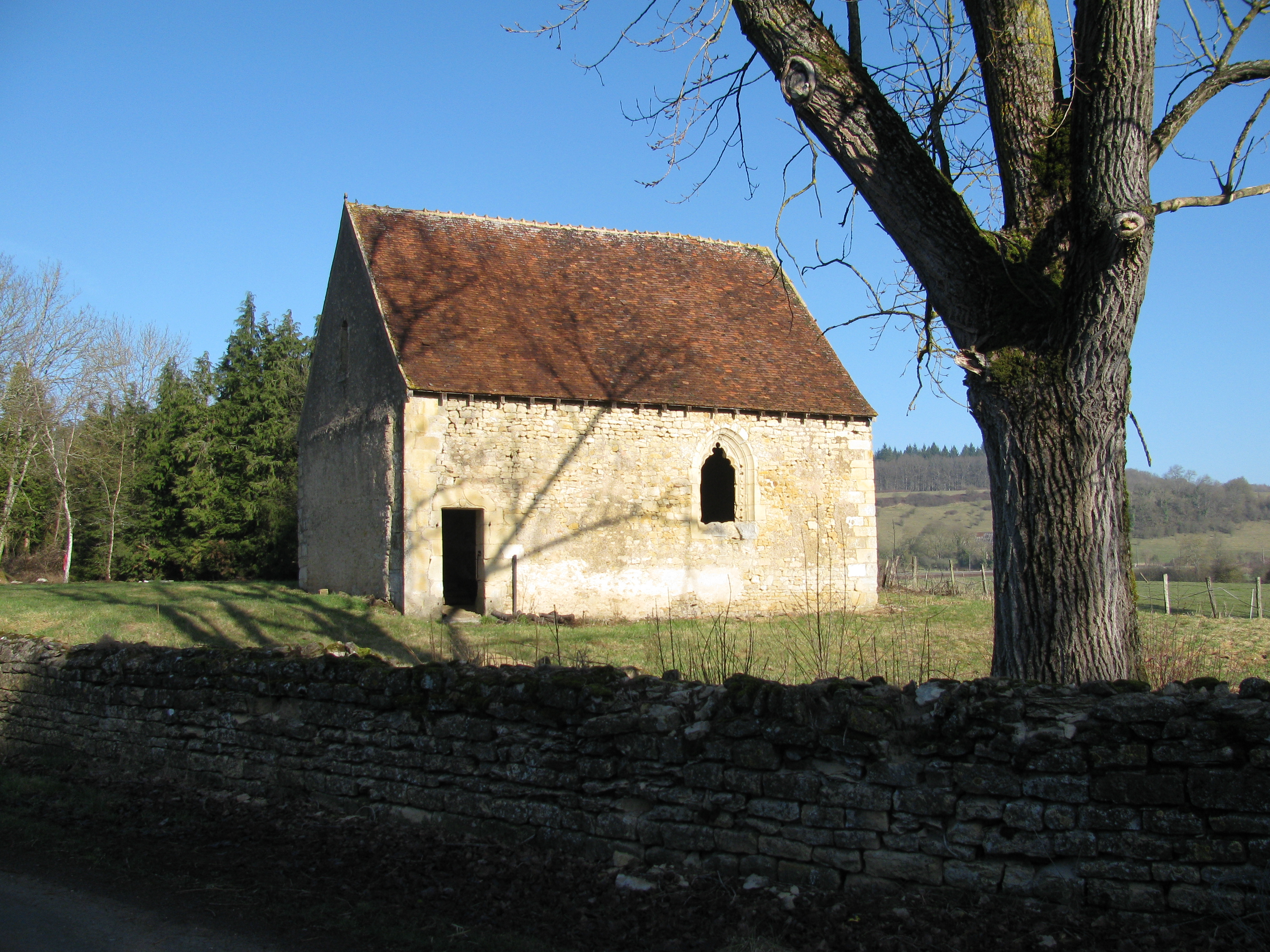
Kapelle Poisson
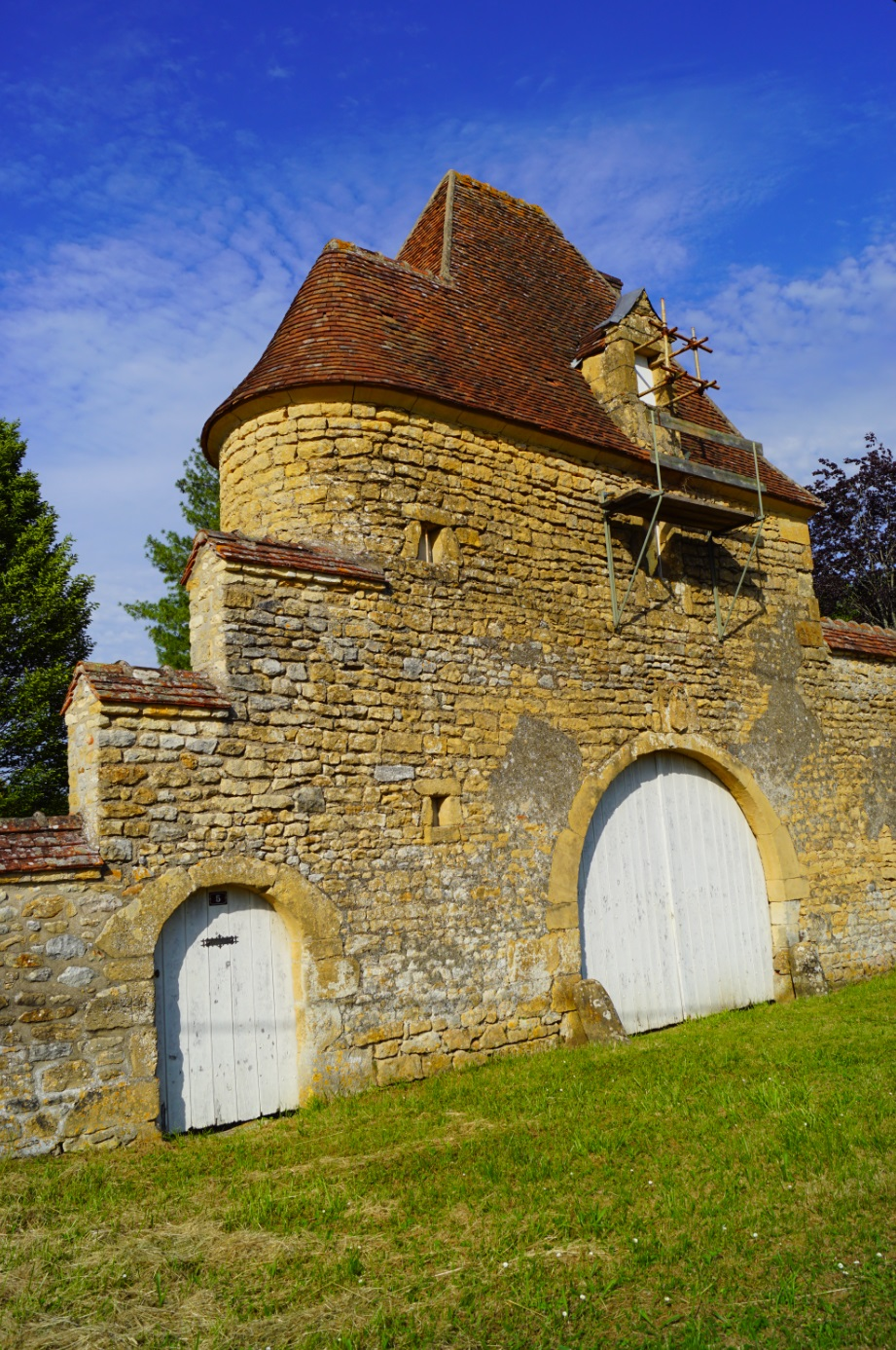
Burg Poiseux
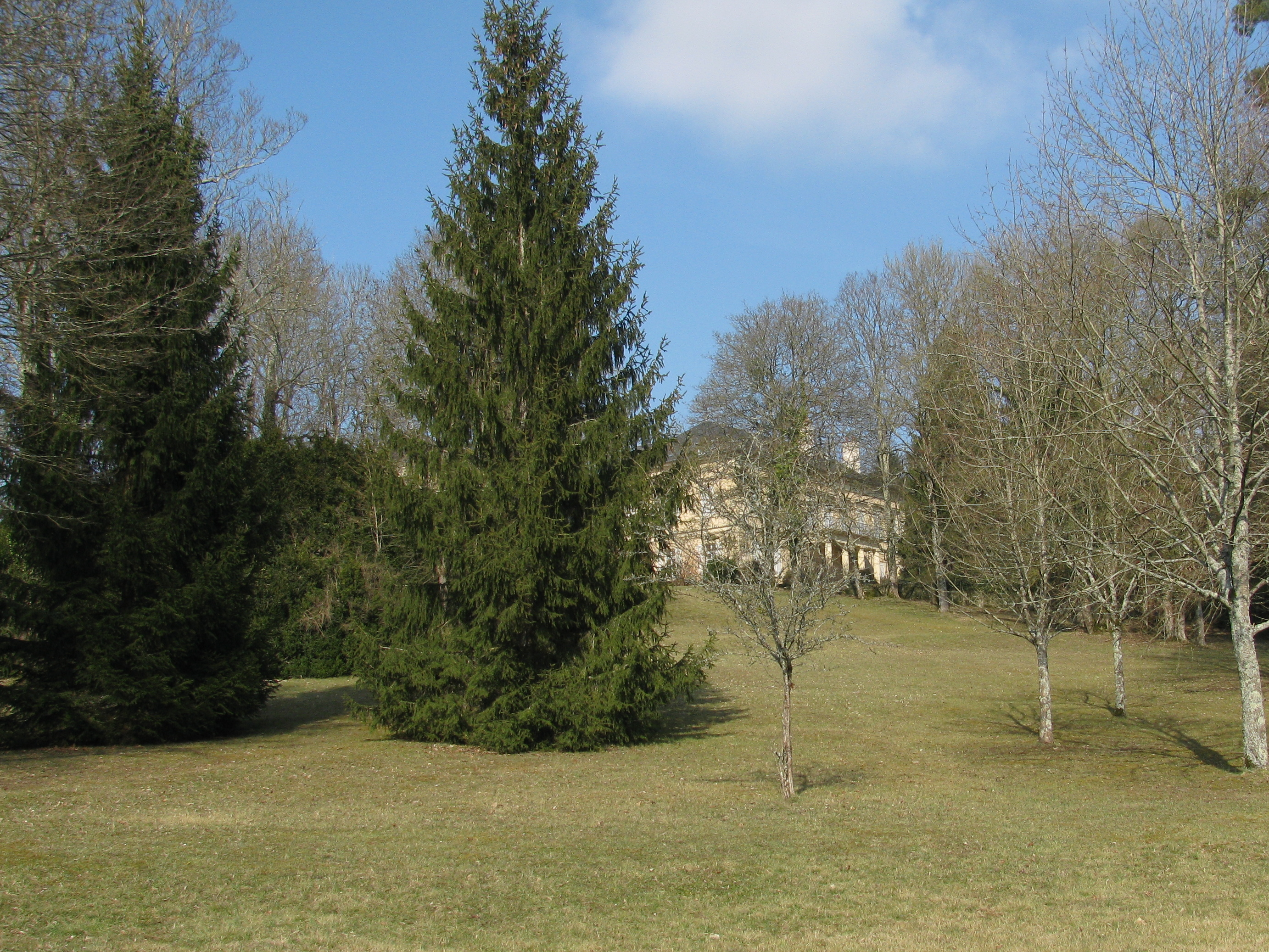
Schloss Poiseux